# L'emigrante (film, 1973)
Pour les articles homonymes, voir L'Émigrant (homonymie).
Pour plus de détails, voir Fiche technique et Distribution.
L'emigrante est un film italien réalisé par Pasquale Festa Campanile et sorti en 1973.

## Synopsis
À la fin des années 1900, Saturnino Cavallo quitte sa famille pour émigrer en Amérique, en quête de fortune, mais ses traces ont été perdues. Dans le Naples des années 1920, son fils Peppino Cavallo, devenu adulte, se réveille chaque nuit en pensant à son père. Ça le travaille tellement qu'il décide finalement de partir à sa recherche aux États-Unis. 

## Fiche technique
- Titre original italien : L'emigrante[1],[2]
- Réalisateur : Luigi Filippo D'Amico
- Scénario : Sabatino Ciuffini, Castellano et Pipolo, Pasquale Festa Campanile, Massimo Franciosa, Luisa Montagnana, Luciano Vincenzoni
- Photographie : Gastone Di Giovanni, Juan Gelpí
- Montage : Mario Morra
- Musique : Carlo Rustichelli
- Décors : Giantito Burchiellaro (it)
- Sociétés de production : Mondial TE-FI
- Pays de production :  Italie
- Langue originale : italien
- Format : Couleur - 1,85:1 - Son mono - 35 mm
- Durée : 98 minutes
- Genre : Comédie
- Dates de sortie :
  - Italie : 19 avril 1973

## Distribution
- Adriano Celentano : Peppino Cavallo
- Claudia Mori : Rosita Flores
- Lino Toffolo : Toni
- José Calvo : Don Nicolone Salento
- Manuel Zarzo : Ralph Morisco
- Rosita Pisano : la mère de Peppino
- Tommaso Bianco : Michele Cavallo
- Isa Danieli : Amalia Esposito, l'épouse de Michele
- Ria De Simone : l'émigrante allaitant dans la cale
- Gigi Reder : le mari de la mère de Peppino
- Sybil Danning : la blonde américaine ivre
- Memmo Carotenuto : celui qui se fait passer pour le père de Peppino